# Volodîmîrivka, Tomakivka
Volodîmîrivka (în ucraineană Володимирівка) este localitatea de reședință a comunei Volodîmîrivka din raionul Tomakivka, regiunea Dnipropetrovsk, Ucraina.

## Demografie
Componența lingvistică a localității Volodîmîrivka
     Ucraineană (92,71%)
     Rusă (5,41%)
     Alte limbi (0,55%)
Conform recensământului din 2001, majoritatea populației localității Volodîmîrivka era vorbitoare de ucraineană (92,71%), existând în minoritate și vorbitori de rusă (5,41%).